# Dazz Newsome
Dazz Newsome (Hampton, 15 maggio 1999) è un giocatore di football americano statunitense che milita nel ruolo di wide receiver per i Chicago Bears della National Football League (NFL).

## Carriera

### Chicago Bears
Newsome al college giocò a football a North Carolina. Fu scelto nel corso del sesto giro (221º assoluto) del Draft NFL 2021 dai Chicago Bears. Il 31 agosto 2021 fu svincolato ma rifirmò il giorno successivo con la squadra di allenamento. Fu promosso nel roster attivo l'8 gennaio 2022. La sua stagione da rookie si chiuse con 3 presenze, una delle quali come titolare, con 2 ricezioni per 23 yard.